# Porte Sainte-Croix
La porte Sainte-Croix de Châlons-en-Champagne est un arc de triomphe construit en 1770. Elle a été classée au titre des monuments historiques  en 1941.

## Anciennes portes
La plus ancienne référence à une porte Sainte-Croix date de 1254. Celle-ci fait partie de l’enceinte médiévale, qui a notamment défendu la ville pendant la Guerre de Cent Ans. Cette première porte était située légèrement au nord de son emplacement actuel. Elle tient vraisemblablement son nom d’une chapelle voisine, détruite par la suite.

Au cours du XVIe siècle, une partie des fortifications est modernisée. Avant l’achèvement du « pré carré » français sous Louis XIV, la ville est toujours un élément déterminant de la protection de Paris contre les armées venues de l’Est. 
Entre 1536 et 1544, une nouvelle porte est établie à l’emplacement de l’actuelle porte Sainte-Croix, agrandissant l'enceinte de la ville. Renforcée en 1609, la porte domine désormais un bastion longé par un fossé. Un pont-levis raccorde une étroite entrée dans l’angle du bastion à la route de Vitry-le-François. Cette porte est représentée dans quelques vues anciennes de la ville. Barbat en propose une reconstitution dans son Histoire de Châlons, en 1860.

## Reconstruction de la porte
Dans les années 1760, la ville n’a plus l’importance stratégique qu’elle avait avant. Plutôt que d’entretenir à grands frais les fortifications, on commence à les remplacer par une enceinte plus modeste, à but civil plus que militaire. La ville doit rester close, tant pour la sécurité que pour permettre de percevoir certaines taxes. Les premiers travaux ont concerné la porte Saint-Jean. Le 13 mars 1769, la destruction de la porte Sainte-Croix est décidée. L’intendant Gaspard-Louis Rouillé d'Orfeuil fait dresser par l’ingénieur de la généralité, Bochet de Colluel, les plans d’une nouvelle porte, coûteuse, qu’il impose au Conseil municipal dans les mois qui suivent. Selon un chroniqueur châlonnais, les travaux de démolition de l’ancienne porte commencent le 10 avril 1769, la première pierre de la nouvelle porte est posée le 4 août de la même année et le gros œuvre est achevé le 20 février 1770, date de la pose des vantaux de cette nouvelle porte.

## Dédicace de la porte Dauphine
Un renversement des alliances traditionnelles de la France s’opère sous Louis XV. Pendant la guerre de Sept Ans, elle combat aux côtés de l’Autriche contre la Prusse. Cette nouvelle alliance se concrétise par le mariage en 1770 du Dauphin Louis à une fille de l’impératrice Marie-Thérèse, Marie-Antoinette d'Autriche. La Dauphine devant rejoindre Versailles en passant par Châlons, précisément par la porte en cours de construction, l’intendant Rouillé d’Orfeuil, avec l’accord de la ville, demande au roi en avril 1770 que la nouvelle porte soit dédiée à Marie-Antoinette sous le nom de Porte Dauphine. Le 11 mai, la jeune Dauphine entre en grande pompe dans la ville par la nouvelle porte, très admirée, avant d'être reçue dans l'hôtel de l'intendance tout proche.

## La nouvelle porte en 1770
La porte est construite selon les plans de Bochet de Colluel. Sur la façade sud, donnant sur la route de Strasbourg, deux trophées sont sculptés par l’artiste Lépine, à qui on doit également les lions de l’hôtel de ville de Châlons. Deux bas-reliefs dans les niches du registre supérieur de la façade nord auraient été esquissés, représentant Mars et Minerve tenant respectivement un portrait du Dauphin et de la Dauphine. Ces deux sculptures devaient être achevées par Jean-Baptiste Pigalle.

Ces statues, citées dans un récit du passage de Marie-Antoinette et figurées sur deux représentations contemporaines de la porte, semblent n’avoir laissé aucune trace. Certains auteurs considèrent qu’elles n’ont jamais été sculptées et qu’il s’agissait de décors temporaires créés pour le passage de Marie-Antoinette, comme cela se pratiquait régulièrement.
Le plan de Colluel comportait encore deux pavillons de part et d’autre de la porte, dessinant un demi-ovale. Ces bâtiments, destinés à la levée de l’octroi, n’ont jamais été construits. 

Dimensions de la porte :
Largeur : 19,50 m ; hauteur : 17,25 m ; hauteur de l’arcade : 11,25 m ; largeur de l’arcade : 4,90 m.

## En images

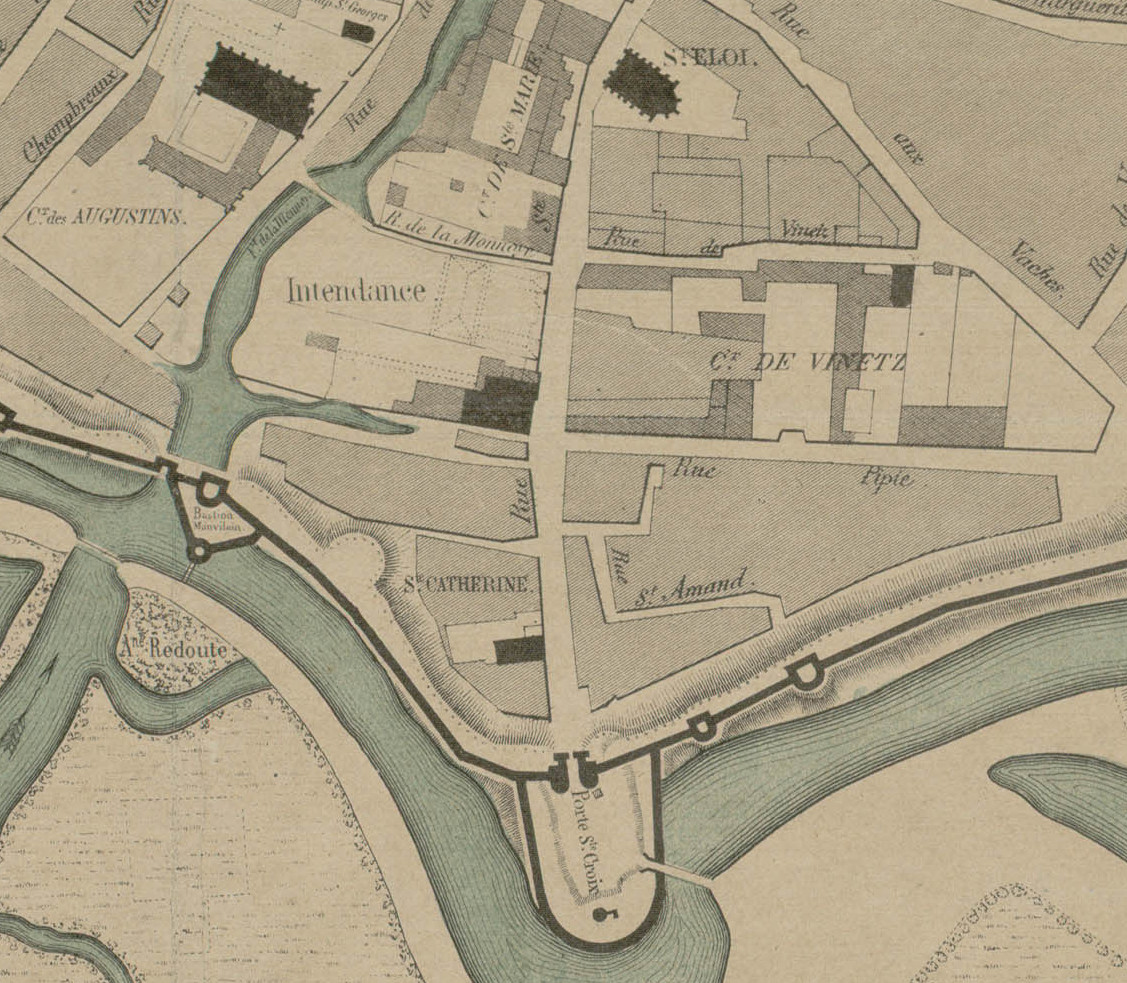
Plan  de 1755 la porte ste-Croix sur le bastion au sud.
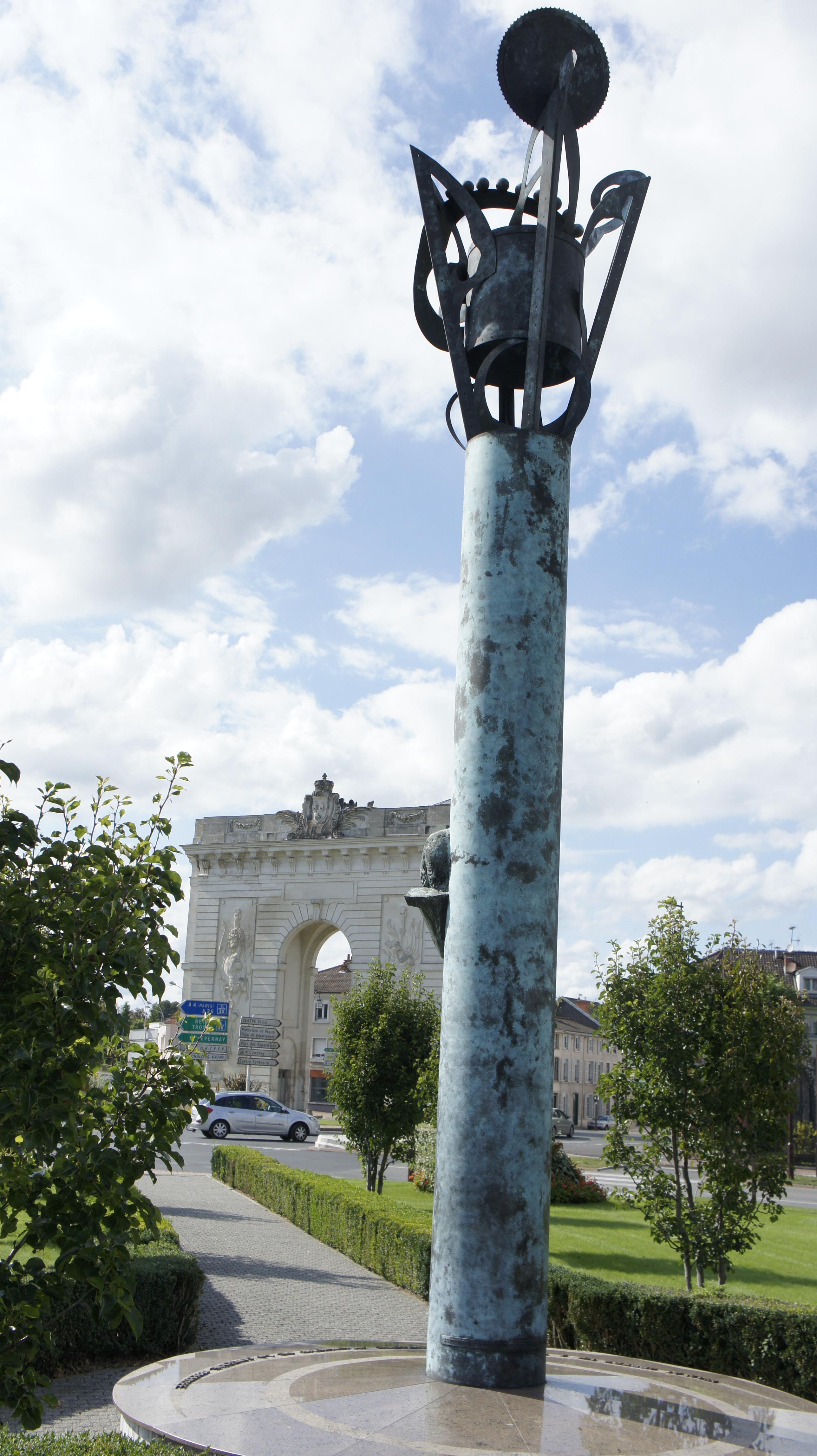
Depuis le monument à Nicolas Appert.
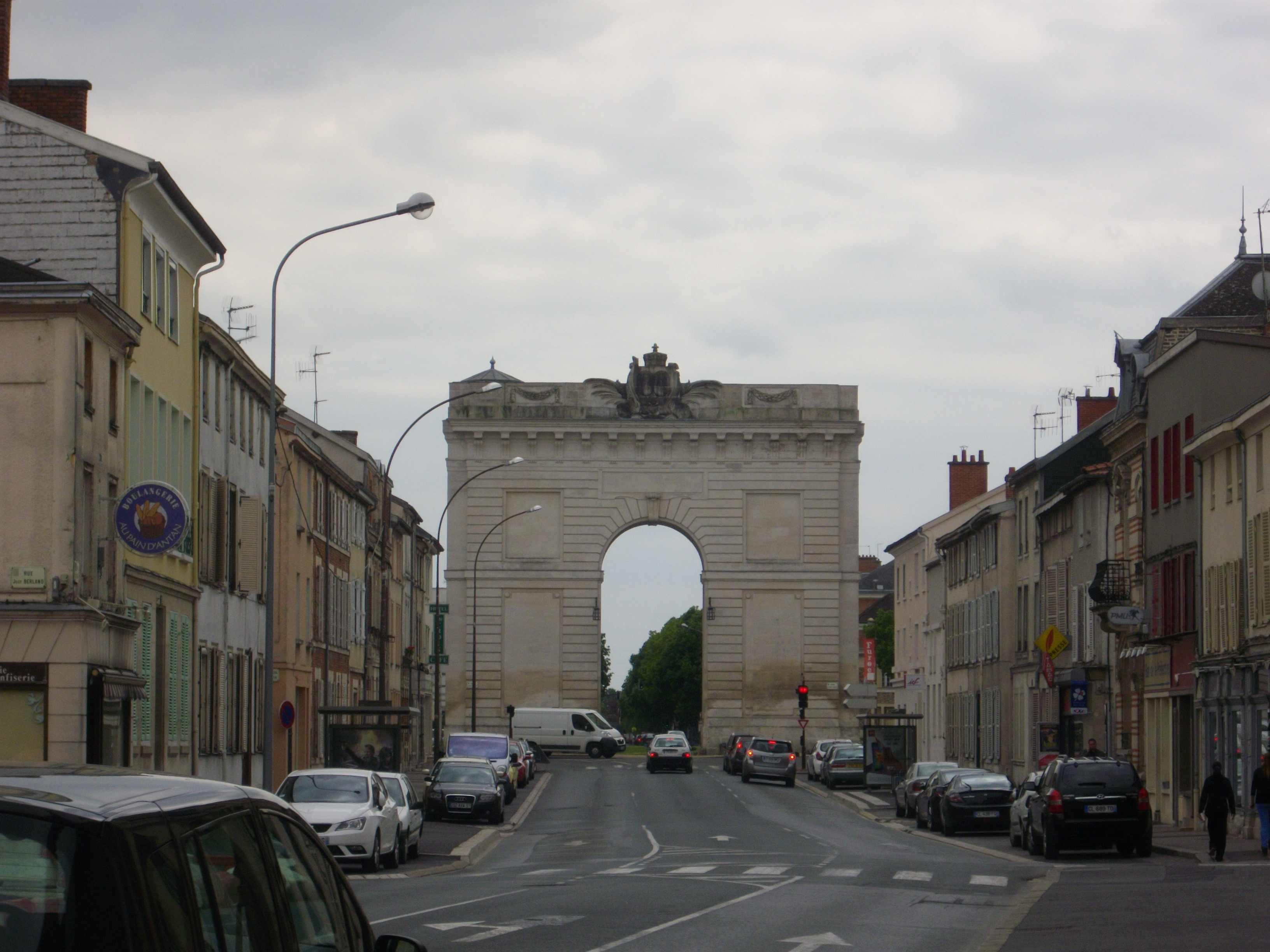
Depuis la rue Carnot.
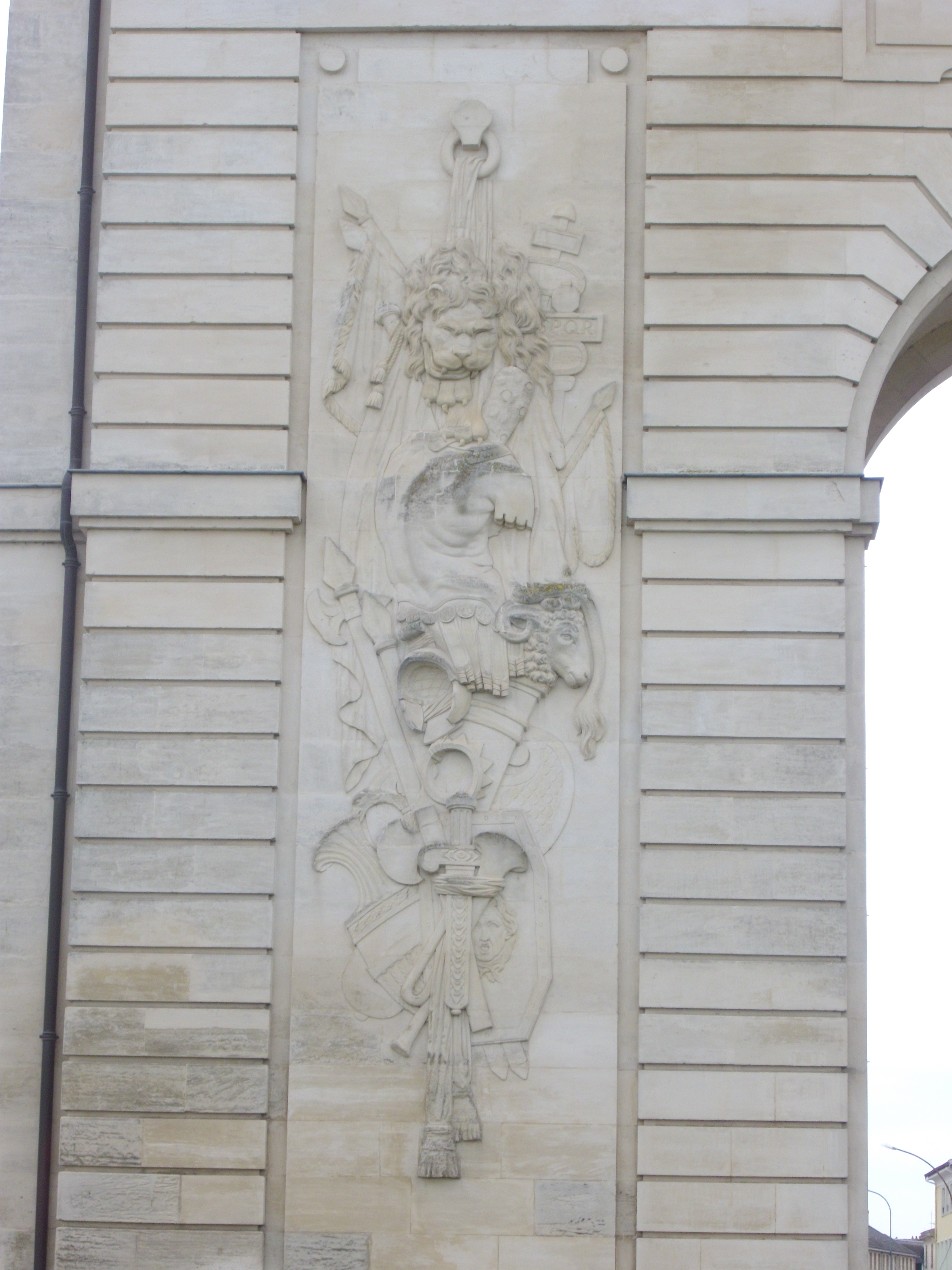
Détail d'une sculpture.
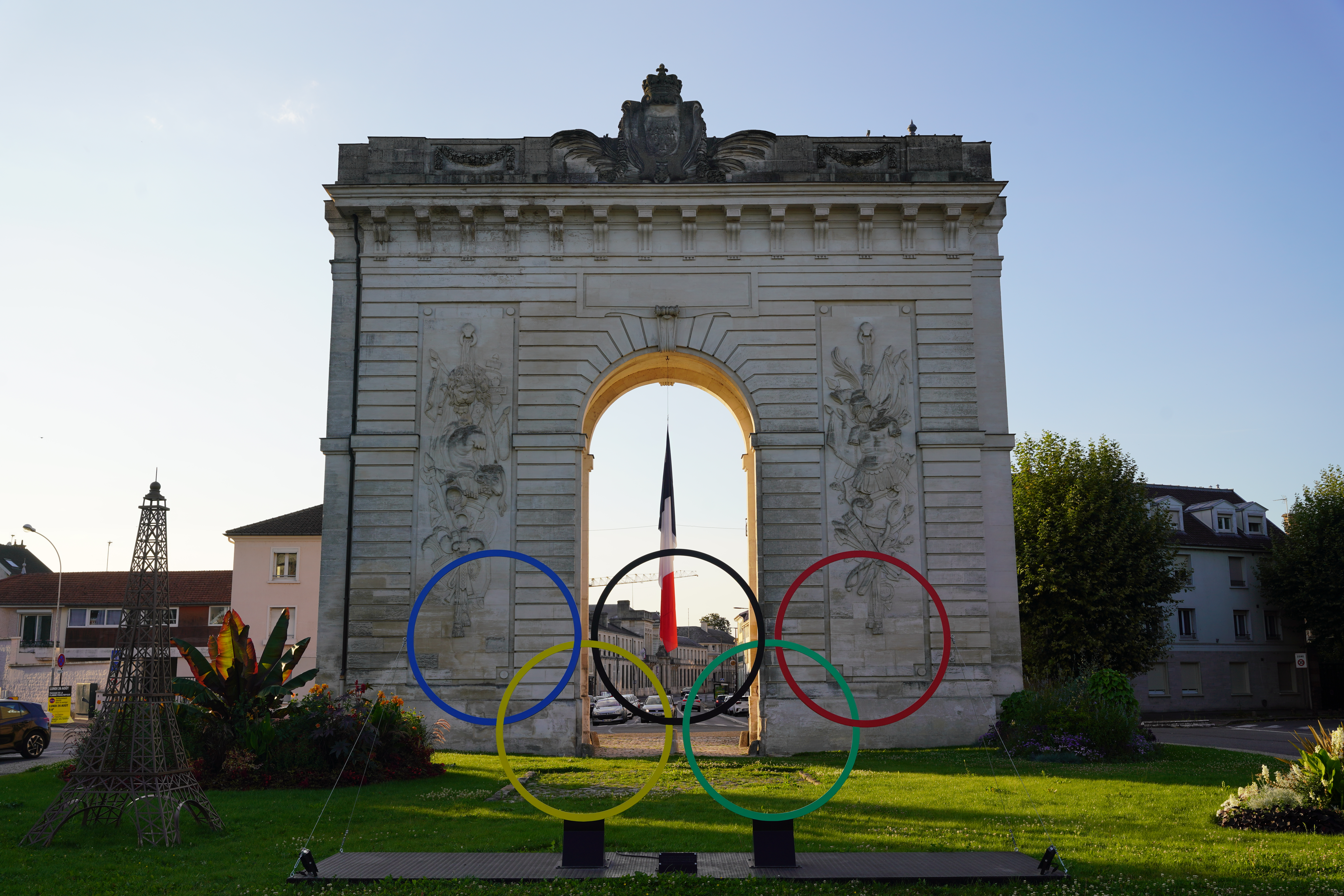
Mise aux couleurs des JO de Paris.